# فوغا سي إم.170 ماجستر
فوجا سي إم.170 ماجستر هي طائرة تدريب نفاثة فرنسية ثنائية المقاعد صُنعت في خمسينيات القرن العشرين وطُوّرت وصُنعت بواسطة شركة تصنيع الطائرات الفرنسية إيتابليسمنتس فوجا وشركاه. تُعرف هذه الطائرة بسهولة بذيلها على شكل حرف في وقد بُني منها ما يقرب من 1000 طائرة في فرنسا وبموجب ترخيص في ألمانيا الغربية وفنلندا.
في عام 1948 بدأ تطوير تصميم جديد لطائرة تدريب أساسية في فوجا مستفيدةً من تقنية الدفع النفاث المُطوّرة حديثًا. قيّمت القوات الجوية الفرنسية (أدا) التصميم الأولي واستجابةً لقرارها بعدم كفاية الطاقة اللازمة للطائرة وسعت واعتمد محركين نفاثين من طراز توربوميكا ماربوري. وقد حلقت الطائرة لأول مرة في 23 يوليو 1952 وتلقّت أول طلب إنتاج لها في 13 يناير 1954. بالإضافة إلى ذلك كانت الطائرة سي أم.175 زفير ذات الصلة نسخةً قادرةً على حمل حاملات الطائرات طُوّرت وأُنتجت لصالح البحرية الفرنسية.
بينما كانت تُستخدم في المقام الأول كطائرة تدريب استُخدمت طائرة ماجستر بصفة متكررة في القتال كمنصة دعم جوي قريب بواسطة مُشغّلين مُختلفين. وفي هذا السياق شاركت في حرب الأيام الستة والحرب الأهلية السلفادورية وحرب الصحراء الغربية وأزمة الكونغو. كما اختارتها العديد من فرق العروض الجوية بما في ذلك دورية فرنسا (من عام 1964 إلى عام 1980). في الخدمة الفرنسية استُبدلت ماجستر في النهاية بطائرة داسو/دورنييه ألفا جيت. بعد تقاعدها من القوات الجوية الفرنسية واشتراها العديد من الطيارين الخاصين في الولايات المتحدة ومنذ ذلك الحين تُستخدم في الفئة التجريبية.

## تطوير

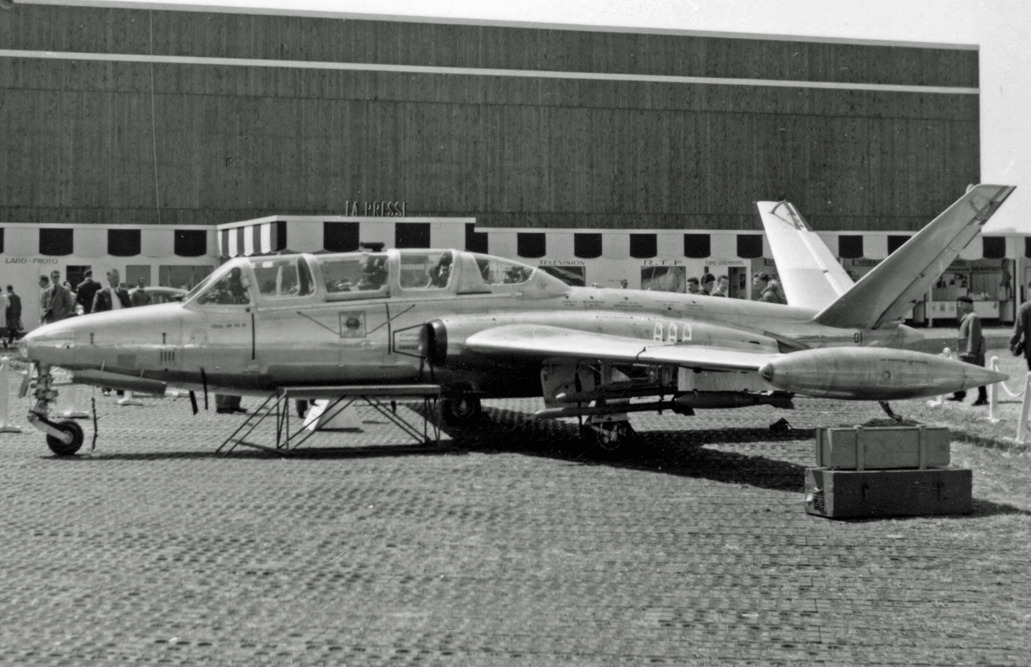
أول طائرة تطوير سي أم.170م لـ أيرونافالي في معرض باريس الجوي في مايو 1957

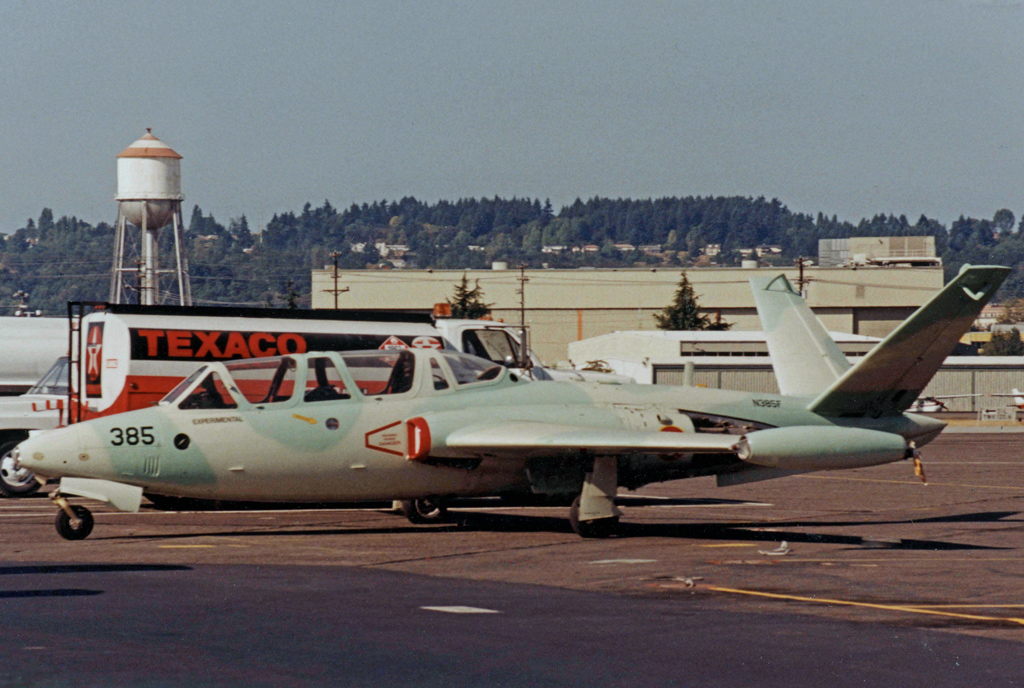
طائرة سي أم170آر تابعة للقوات الجوية الفرنسية السابقة شغلت بوجه خاص من مطار بوينج بسياتل في عام 1998

خلال عام 1948 شرع مصممو الطائرات بيير موبوسين وروبرت كاستيلو وجاك هينرات في شركة تصنيع الطائرات الفرنسية فوجا في تصميم طائرة تدريب أساسية جديدة تعمل بالدفع النفاث والتي عُرفت في البداية باسم سي أم.130 والمخصصة للقوات الجوية الفرنسية ( القوات الجوية أدا) كبديل للطائرة ذات المحرك المكبسي موران-سولنييه م س.475. راجعت أدا المشروع ووجدت أن الطائرة تفتقر إلى الطاقة من محركي توربوميكا بالاس التوربينيين المختارين للطائرة. وردًا على ذلك شرعت فوغا في توسيع التصميم الأساسي الذي جهز بمحرك توربوميكا ماربوري الأقوى مع الاحتفاظ بذيل الفراشة المميز للطائرة الشراعية فوغا سي أم.8 والتي استخدمتها فوغا في أبحاث المحركات النفاثة.
خلال شهر ديسمبر عام 1950 قدمت شركة أدا طلبًا لثلاثة نماذج أولية، وفي 23 يوليو عام 1952 أجرت أول طائرة رحلتها الأولى. وخلال شهر يونيو عام 1953 طلبت دفعة ما قبل الإنتاج مكونة من 10 طائرات والتي أعقبها طلب إنتاج أولي لـ 95 طائرة في 13 يناير عام 1954. وبحلول شهر أكتوبر عام 1955 انتهي من جميع طائرات الماجستيرز الـ 13 التي كانت في مرحلة ما قبل الإنتاج بينما كانت الرحلة الأولى لأول طائرة إنتاج وشيكة. كما كان من المقرر أيضًا أن تطير طائرة سي أم.171 في أوائل عام 1956 والتي عملت كطائرة اختبار لطائرة التدريب سي أم.195 ذات الأجنحة المكنسة وذيل الفراشة.
قسم إنتاج أجزاء ماجستير بين موران سولنييه (أوسون) وفوجا (إير سور لادور) و لاتيكوير (تولوز) مع التجميع النهائي بواسطة فوجا في مصنع بني حديثًا في تولوز-بلانياك (في عامي 1954 و1956) داخل مجمع بني حديثًا. وفقًا لمنشور الطيران فلايت إنترناشيونال فإن أي طلبات تصدير أستلمت كانت تُعطى عادةً الأولوية على الطلبات الموجودة التي أصدرتها الحكومة الفرنسية، كما سمحت هذه السياسة للدول الخارجية بشراء الطائرات مباشرة "من خط الإنتاج" مع الحد الأدنى من التأخير بين استلام الطلبات والتسليمات المقابلة.
قررت القوات الجوية البحرية الفرنسية (أيرونافالي) اعتماد طائرة سي أم.175 زفير وهي طائرة مشتقة من ماجستير قادرة على حمل حاملات الطائرات والتي استُخدمت كطائرة تدريب أساسية لتدريب الهبوط على سطح السفينة وعمليات حاملات الطائرات. وسبق ذلك نموذجان تجريبيان عُرفا باسم سي أم.170M ماجستير نفّذا أولى رحلاتهما الجوية عامي 1956 و1957 على التوالي.
بحلول عام 1960 دخل أكثر من 350 طائرة ماجستر الخدمة مع مشغلين مختلفين، ووفقًا لشركة الطيران الدولية فقد حقق الإنتاج داخل فرنسا معدل إكمال يبلغ خمس طائرات شهريًا بينما كان من المتوقع أن يتجاوز إجمالي طائرات ماجستر الفرنسية الصنع 600 وحدة في النهاية. كما أنتج هذا النوع في الخارج بموجب ترتيبات إنتاج مرخصة في ألمانيا الغربية وفنلندا. كان أول عميل تصدير لطائرة ماجستر هو ألمانيا الغربية التي قدمت طلبًا أوليًا لـ 62 طائرة مباشرة من فوغا كما أنتج 188 طائرة أخرى بواسطة طائرة اتحاد الجنوب (اتحاد من هينكل ومسرشمت) بموجب ترخيص. بالإضافة إلى ذلك بنيت طائرة ماجستر أيضًا بموجب ترخيص شركة فالميت الفنلندية وشركة صناعة الطائرات الإسرائيلية. ونتيجة لهذه الترتيبات أنتهي من إجمالي 286 طائرة بموجب ترخيص.
ابتداءً من عام 1960 أُنتجت نسخة مُحسّنة من طائرة ماجستر عُرفت باسم سي أم.170-2 ماجستر وكانت تعمل بمحرك توربوميكا ماربوري الرابع الأقوى. خلال عام 1962 توقف إنتاج ماجستر في فرنسا لكن استمر تصنيعها بموجب ترخيص في فنلندا حتى عام 1967. وقد توقف تطوير الطائرة ردًا على اختيار شركة أدا طائرة ألفا جيت المنافسة كطائرة تدريب نفاثة جديدة.

## التصميم
طورت طائرة فوغا سي أم.170 ماجستر لأداء كل من أنشطة التدريب الأساسية والمتوسطة. إنها طائرة مدمجة ذات مقعدين مترادفين بأداء يشبه الطائرات الأكبر حجمًا والأكثر قوة. وبالمقارنة كانت طائرة ذات أداء أعلى من طائرة باك جيت بروفوست البريطانية الصنع المنافسة واعتبرتها مجلة الطيران فلايت إنترناشيونل قابلة للمقارنة مع فوكر س.14 ماتشترينر. تميزت بتكوين ذيل فراشة مميز جرب الذيل التقليدي ولكن وجد أنه أقل ديناميكية هوائية عند السرعات العالية. وتعمل عارضة مثبتة أسفل جسم الطائرة الخلفي على تقليل التأثير ثنائي السطح السلبي لذيل الفراشة أثناء تطبيقات الدفة.
كانت طائرة ماجيستر مدعومة بزوج من محركات توربينية نفاثة من طراز توربوميكا ماربوري والتي وفرت 880 حصانًا. رطل من الدفع لكل منهما، وقد رُوِّج لها على أنها توفر "سلامة المحركين مع خصائص طيران أحادية المحرك". ونتيجةً لذلك كان المحركان -اللذان وُضعا بالقرب من خط الوسط- يُنتجان دفعًا غير متماثل قليلًا جدًا، واعتُبر ذلك ميزة أمان قيّمة لطائرات التدريب. ومع أن ذلك كان نادرًا إلا أنه في حالة انطفاء محرك واحد كانت عملية إعادة الإشعال سريعة وسهلة نسبيًا. كما كان معدل التسارع ومعدل الصعود أقل من المقاتلات النفاثة المعاصرة في الخطوط الأمامية مثل دي هافيلاند فامبير وغلوستر ميتور ولكنه كان أعلى من العديد من طائرات التدريب ذات المحركات المكبسية من الجيل السابق. اشتركت المحركات في نظام وقود واحد ولكن كانت لديها أنظمة زيت مستقلة، وللحصول على مدى طيران أطول وفرت خزانات طرفية كمعدات قياسية.
ركّز تصميم طائرة ماجيستر على بساطة التشغيل لذا كان من الضروري اتباع أقل عدد ممكن من الإجراءات قبل الإقلاع. كانت سهولة الوصول إلى المحركات والمعدات الموجودة على متن الطائرة للصيانة أعلى من المتوسط. إذ كان من الممكن استبدال محركي ماربوري من هذا الطراز في غضون 45 دقيقة. وجهزت الطائرة لتركيب زوج من المحركات سعة 7.5 لتر. مدافع عيار 110 ملم مثبتة على مقدمة الطائرة والتي تضمنت صندوق ذخيرة يتسع لـ 200 طلقة لكل مدفع مع إمكانية جمع كل من الوصلات والصناديق. ويمكن استخدام النقاط الصلبة أسفل الجناح لحمل ما يصل إلى أربعة صواريخ أو زوج من صواريخ عيار 110 ملم. قنابل رطل. ركب ضوء هبوط في طرف الأنف بينما ركب ضوء تاكسي قابل للسحب على عجلة الأنف المصنوعة من ميسييه. كانت معدات الهبوط مرضية للعمليات من مهابط الطائرات العشبية القاسية.
جهزت ماجستر عادةً بإلكترونيات الطيران مثل أنظمة الراديو ذات التردد العالي جدًا (في أتش أف) وبوصلة راديو لير وجهاز الاتصال الداخلي، تتوافق جميع إلكترونيات قمرة القيادة مع معايير إمكانية الوصول الخاصة بحلف شمال الأطلسي. لم توفر مقاعد قاذفة بصفة قياسية ولكن اعتبر تركيب وحدات مختلفة متاحًا عند الطلب. كانت الرافعات والمفاتيح والأقراص المتنوعة التي تتكون منها شاشات قمرة القيادة قابلة للملاحظة بسهولة في حين وفرت مساحة واسعة لراحة الطيار ومساحة لاستيعاب المظلة. توجد اللوحة العمياء القياسية أمام كل طيار ويضبط أدوات المحرك على اليسار بينما يوجد أسفلها مؤشر اللوحة ومفتاح اللوحة ومحددات الطوارئ بالإضافة إلى الخانقين وصنابير الوقود، يحمل المقعد الأمامي الأيمن لوحة الراديو وعلى أقصى يمينها توجد أدوات التحكم في التسليح. ضغطت قمرة القيادة بالإضافة إلى تزويدها بنظام هواء نقي.
كانت الدواسات قابلة للتعديل وكانت حدودها مقبولة إلى حد ما بينما كانت قمرة القيادة نفسها سهلة الوصول نسبيًا حيث كانت المظلة تفتح لأعلى وللخلف باستخدام درجة واحدة فقط نظرًا لارتفاعها المنخفض. ولمراعاة ضعف الرؤية الأمامية المتاحة للمقعد الخلفي الذي يشغله عادةً المدرب نفخت الشاشة الأمامية وركب منظار ثنائي مما يوفر منظورًا واضحًا نسبيًا على زاوية واسعة نسبيًا فوق الجزء العلوي من قمرة القيادة الأمامية. وفرت قمرة القيادة الأمامية التي يستخدمها الطلاب عادةً رؤية خارجية ممتازة. ووفقًا لمجلة فلايت إنترناشيونال تمكنت طائرة ماجستر من أداء مناورات بهلوانية مختلفة "دون عناء" وكانت أدوات التحكم في الطيران خفيفة ومتناسقة نسبيًا وللعصا إحساس ثابت. كان لديها مستوى عالٍ من الاستقرار الجانبي في أثناء الطيران بالإضافة إلى كونها مستقرة اتجاهيًا إلى حد ما أيضًا مما يسمح للطائرة -عند ضبطها بوجه صحيح- بالتحليق بدون استخدام اليدين لفترات غير محددة.

## التاريخ التشغيلي

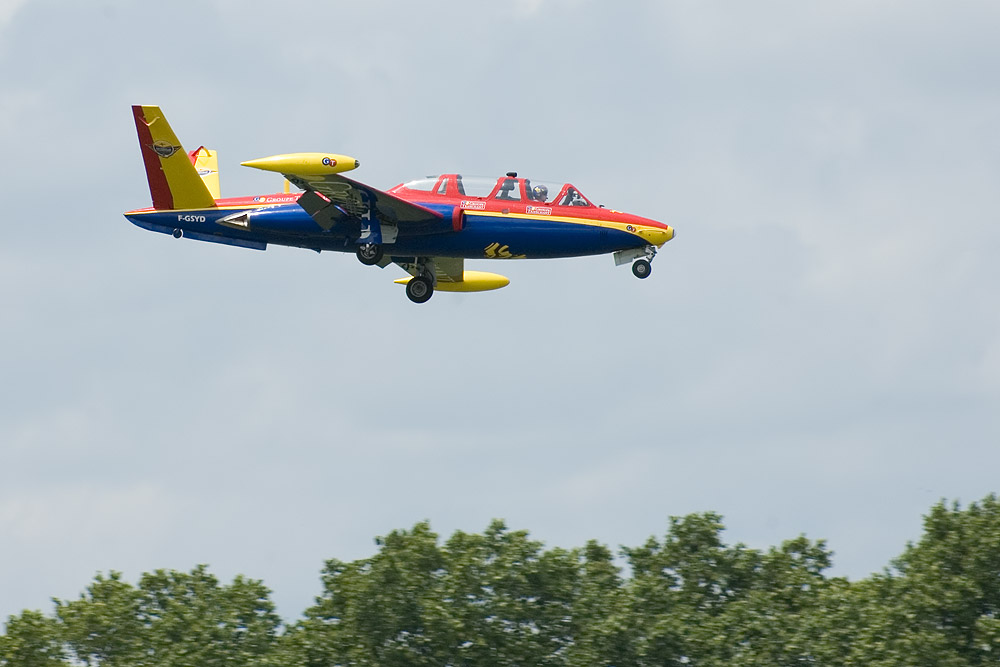
طائرة فوجا CM-170 ماجستر في معرض باريس الجوي 2007

وصلت أول طائرة فوجا عام 1957 وبعد ذلك بوقت قصير بدأت شركة الصناعات الجوية الإسرائيلية تصنيعها محليًا بموجب ترخيص وأطلقت عليها اسم "تسوكيت". أُنجزت أول طائرة من طراز "تسوكيت" عام 1959 ودخلت الخدمة عام 1960.
خدمت طائرات فوجا في مدرسة الطيران التابعة لسلاح الجو الإسرائيلي حيث استُخدمت للتدريب الأساسي والمتقدم على الطائرات النفاثة. كما شكلت الطائرة فريق الاستعراضات الجوية التابع لسلاح الجو الإسرائيلي. في عام 1974 استُبدلت طائرات ماجيستر بطائرات إيه-٤ سكاي هوك في دور التدريب المتقدم على الطائرات النفاثة مع الاحتفاظ بدورها الأساسي في التدريب فقط. مع بداية ثمانينيات القرن الماضي وُضعت خطة لتحديث وتجديد الطائرة مما أدى إلى إطالة عمرها الافتراضي. تضمنت الطائرة المجددة أكثر من 250 تعديلًا بما في ذلك محركات جديدة وقمرة قيادة بتصميم جديد. بحلول عام 1986 رقيت معظم طائرات فوجا إلى معيار تزوكيت. وقد استُبدلت جميعها الآن بطائرة بيتشكرافت تي-٦ تكسان ٢.
في عام 1964 نظمت مدرسة الطيران سربًا قتاليًا يضم مدربين مدرسيين وجنود احتياطيين من سلاح الجو لاستخدام طائرة ماجستر كطائرة هجوم خفيفة في حالة الأعمال العدائية. في حرب الأيام الستة عام 1967 استخدم السرب 147 طائرات فوجا 44 كطائرة دعم وثيق مهاجمًا أهدافًا على جبهة سيناء خلال اليوم الأول من الحرب عندما نشر طائرات إسرائيل القتالية الأكثر كفاءة في عملية التركيز ضد القواعد الجوية العربية. ثم نشرت ضد القوات الأردنية بما في ذلك المدرعات في الضفة الغربية. وأفادت التقارير أن طائرات فوجا دمرت أكثر من 50 دبابة وأكثر من 70 مركبة مدرعة أخرى مما ساعد في صد المدرعات الأردنية التي كانت تتقدم نحو القدس. ثم أثبتت طائرة ماجستر فعاليتها في مهمة الدعم الوثيق مع تكبدها خسائر فادحة في هذه العملية حيث سجل فقدان سبع طائرات وستة طيارين.

### السلفادور
استحوذت القوات الجوية السلفادورية على تسع طائرات ماجستر إسرائيلية سابقة وثلاث طائرات فرنسية واستخدمتها كطائرات تدريب وهجوم بري خلال الحرب الأهلية السلفادورية باستخدام القنابل والرشاشات عيار 7.62 ملم المثبتة على مقدمتها. كما تعاونت هذه الطائرات مع طائرات أوراغان وطائرات إيه-37 بي. ولم يُسجل فقدان أي منها بنيران العدو ولكن خمس طائرات فقط كانت في حالة تشغيلية بنهاية الحرب.

### فنلندا

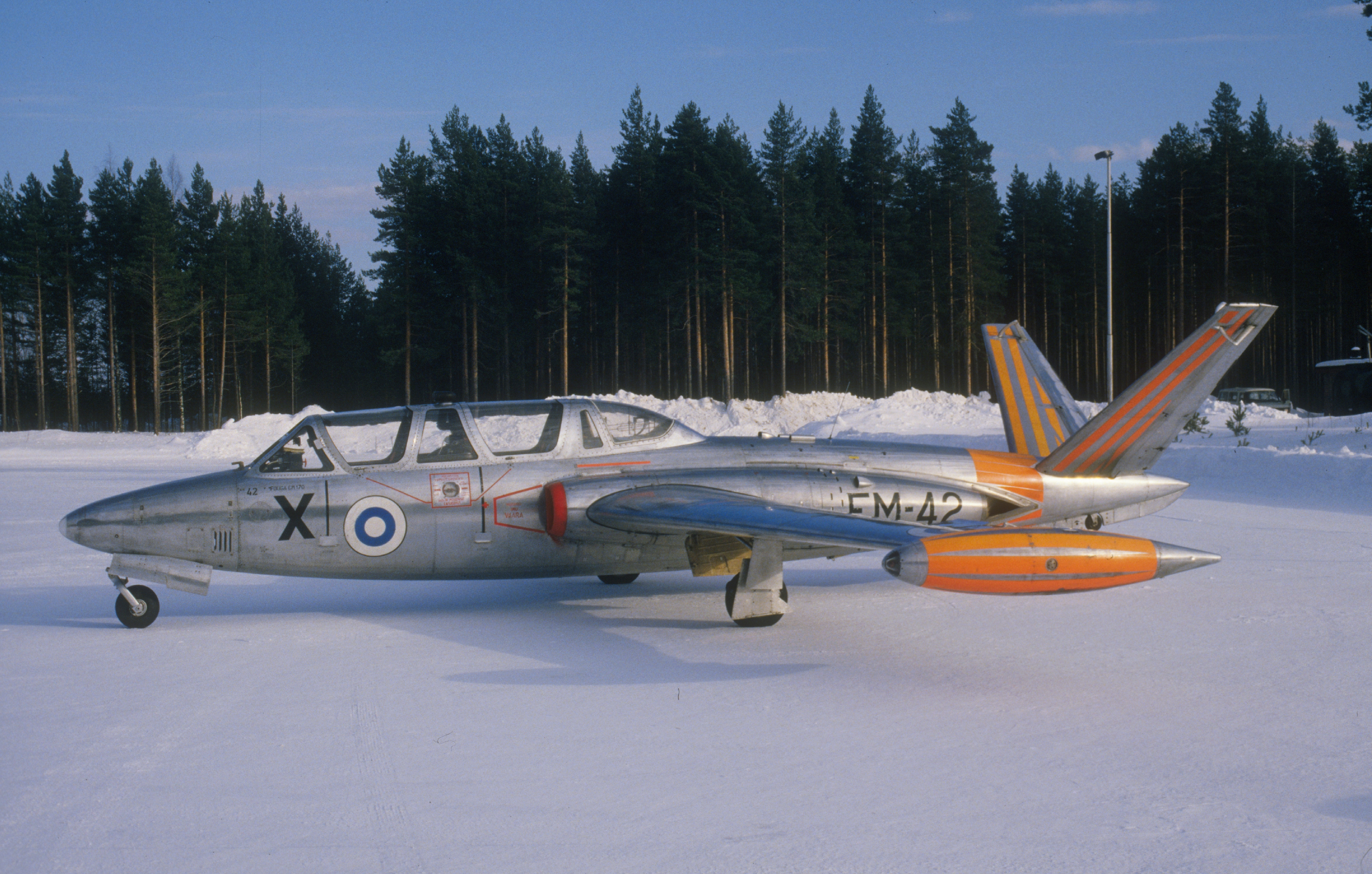
طائرة فوجا من طراز فوجا سي أم-170 ماجيستر تابعة للقوات الجوية الفنلندية في مارس 1987.

في الفترة من 1958 إلى 1959 اشترت فنلندا 18 طائرة ماجستر من فرنسا. وفي الوقت نفسه حصلت على رخصة تصنيع. ولاحقًا قامت شركة فالميت الفنلندية لتصنيع الطائرات بتصنيع 62 طائرة ماجيستر بين عامي 1958 و1967. وقد كُلِّفت فنلندا بدور هجومي ثانوي في حالة الحرب نظرًا لأن عدد طائرات الهجوم كان محدودًا بموجب اتفاقية السلام مع الاتحاد السوفيتي.
حملت الطائرة الفرنسية الصنع تسميات ف م-1...-18 والفنلندية الصنع ف م-21...-82. خدمت الطائرة كطائرة تدريب نفاثة في سلاح الجو الفنلندي بين عامي 1958 و1988 حتى حلت محلها طائرات بي إيه إي هوكس. وقد دُمرت 21 طائرة ماجيستر في حوادث ستة منها كانت مميتة. وكان لقب سلاح الجو الفنلندي المعتاد للطائرة هو كوكوبيلي (أوكارينا) نظرًا للصوت الفريد لمحرك توربوميكا ماربوري النفاث.

### بلجيكا
شغّلت القوات الجوية البلجيكية 50 طائرة ماجستر كطائرات تدريب رئيسية. كما استخدمها فريق "الشياطين الحمر" للاستعراضات الجوية كطائرات عرض. وظل عدد قليل من طائرات ماجستر قيد الاستخدام حتى سبتمبر 2007 كطائرات صيانة طيران لكبار الضباط. وكان سلاح الجو البلجيكي آخر دولة تستخدم طائرات ماجستر في مهامها الكاملة.

### البرازيل

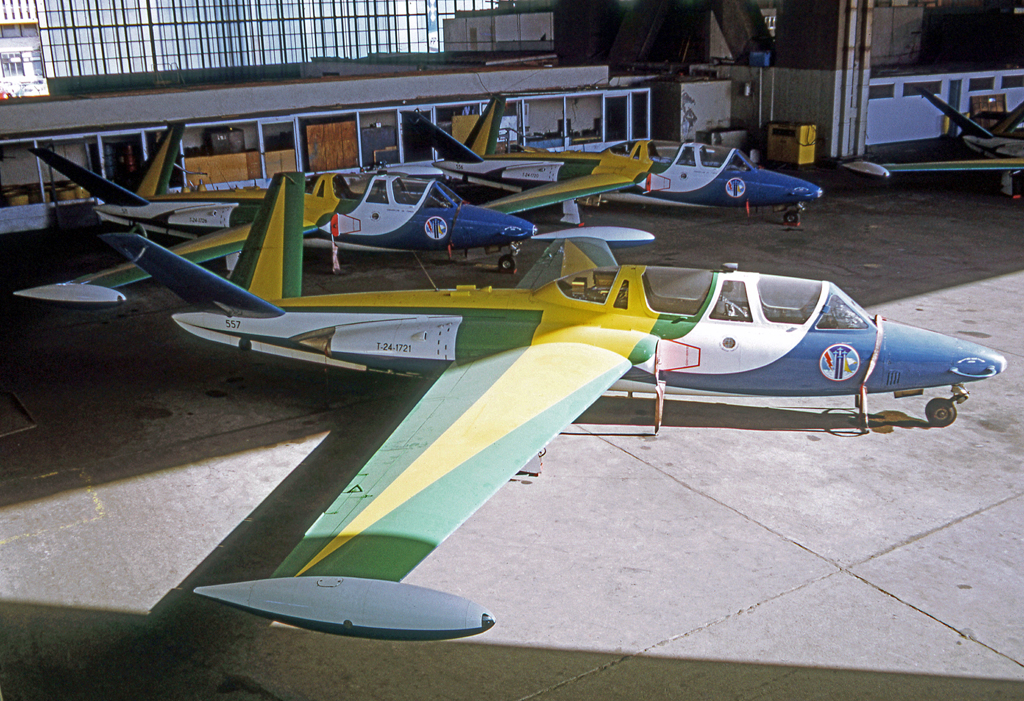
أربعة قضاة من القوات المسلحة البوروندية إسكوادريليا دا فوماسا في مطار سانتوس دومونت في ريو دي جانيرو في عام 1972.

استخدمت القوة الجوية البرازيلية (فاب) طائرة ماجستر في فريق العرض البهلواني الجوي الخاص بها إسكوادريليا دا فوماسا من عام 1968 حتى عام 1975. ورقمت طائراتها بالرقم ت-24 في سلسلة التدريب من تسميات نوع فاب.

### كاتانغا
خلال أزمة الكونغو اشترت القوات الجوية الكاتانجية المؤيدة للانفصال تسع طائرات ماجيستر حديثة الصنع مخصصة لطلبية بلجيكية. سلمت ثلاث طائرات فقط إلى كاتانغا في فبراير 1961. استخدمت واحدة من هذه الطائرات ضد قوات حفظ السلام التابعة للأمم المتحدة في حصار جادوتفيل في سبتمبر 1961 وكان يقودها طيار بلجيكي ومسلح بمدفعين رشاشين وقنبلتين خفيفتين محليتي الصنع. ثم دمرت طائرتين من طراز د س-4 وطائرة د س-3 على الأرض وشنت العديد من الهجمات على أهداف أرضية. كما يُزعم أن طائرة ماجستر ربما كانت متورطة في تحطم طائرة دس-6 التي كانت تقل داغ همرشولد الأمين العام للأمم المتحدة و15 آخرين إلى مطار ندولا في زامبيا.
لم تستخدم الطائرة مرة أخرى بعد عام 1961.

### المغرب
اشترت القوات الجوية المغربية 25 طائرة ماجيستر من فرنسا بين عامي 1956 و1970 للتدريب وقد استُخدم بعضها في حرب الصحراء الغربية ضد قوات البوليساريو. أدى فقدان العديد منها أثناء القتال إلى تقاعد طائرات ماجيستر من المهام القتالية في ثمانينيات القرن الماضي واستبدالها بطائرات ألفا.

### أيرلندا
شغّل سلاح الجو الأيرلندي ست طائرات ماجيستر بين عامي 1975 و1999. وقد اشتريت لتحل محل ست طائرات دي هافيلاند فامباير تي-55 القديمة التابعة لسرب المقاتلات رقم 1. كانت أربع طائرات ماجستر مستعملة من سلاح الجو النمساوي بينما كانت الطائرتان المتبقيتان مخصصتين في الأصل لسلاح الجو الكاتانغي ولكن أُستولي عليهما في أثناء شحنهما خلال أزمة الكونغو ولم تصلا إلى كاتانغا. جددت جميع الطائرات إلى حالة "شبه جديدة" قبل دخولها الخدمة في سلاح الجو. واستُخدمت الطائرات الست بدرجة أساسية في برنامج "لايت سترايك" وشكّلت سرب "لايت سترايك" ولكنها استُخدمت أيضًا في دور التدريب المتقدم. كما جهّزت أربع طائرات ماجيستر فريق العرض التابع لسلاح الجو "سيلفر سوالوز".

### كمبوديا
شغّلت القوات الجوية الملكية الكمبودية أربع طائرات ماجستر منذ عام 1961. واستُخدمت في البداية لأغراض التدريب فقط ثم استُخدمت لاحقًا كطائرات هجومية خفيفة. حيث يُزعم أن طائرات ماجستر الكمبودية كانت نشطة للغاية في القوات الجوية الخميرية منذ عام 1970. وقد دُمجت هذه الطائرات مع أربع طائرات سيسنا أ ت-37B تابعة لأكاديمية الطيران لتُشكّل سرب هجوم خفيف. وكانت هذه الوحدة نشطة في ذلك الوقت وتعاونت بوجه متكرر أيضًا مع ثلاث أو أربع طائرات أ-1د كانت لا تزال في الخدمة.

## المتغيرات

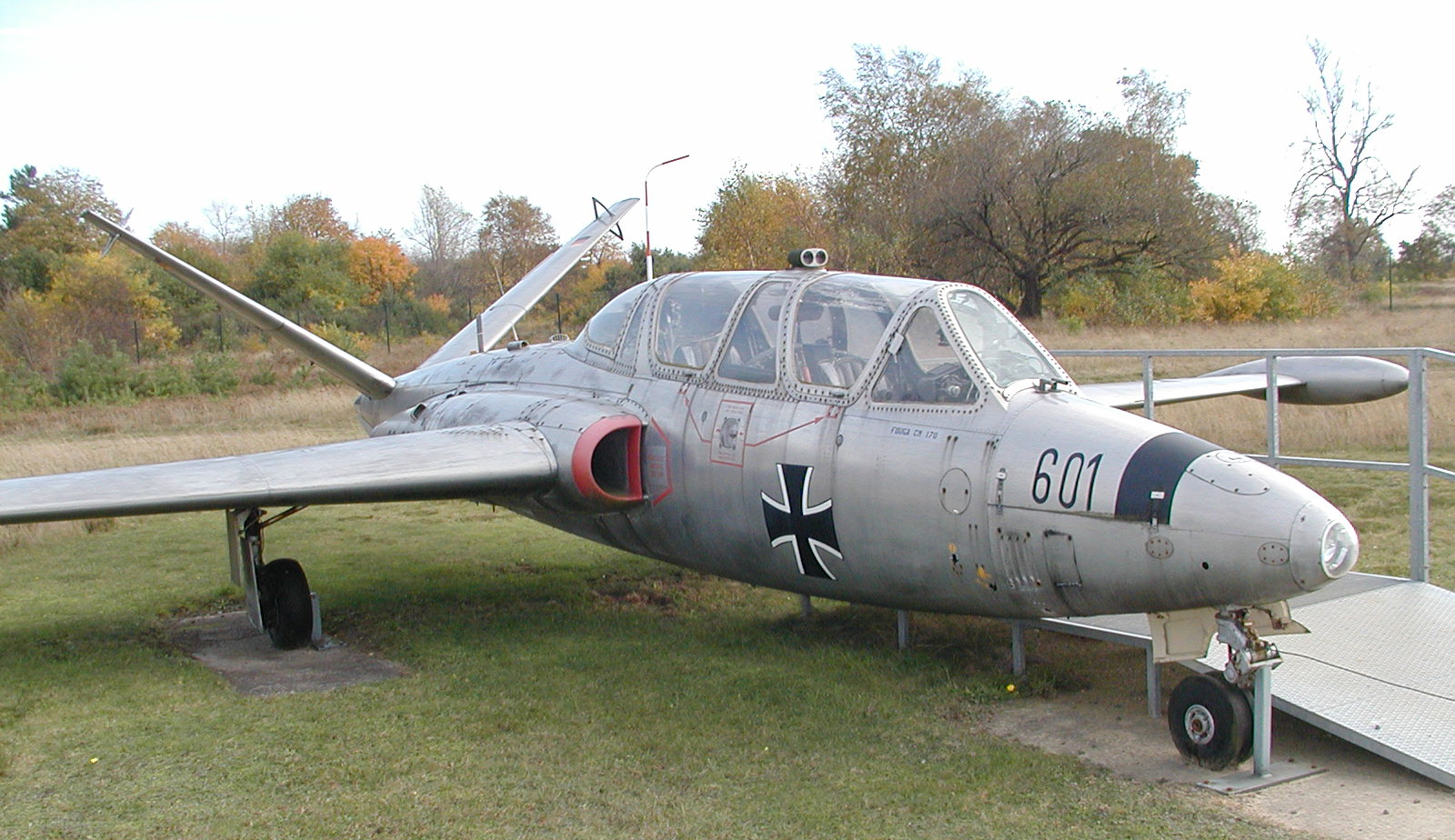
فوجا ماجستر من القوات الجوية الألمانية

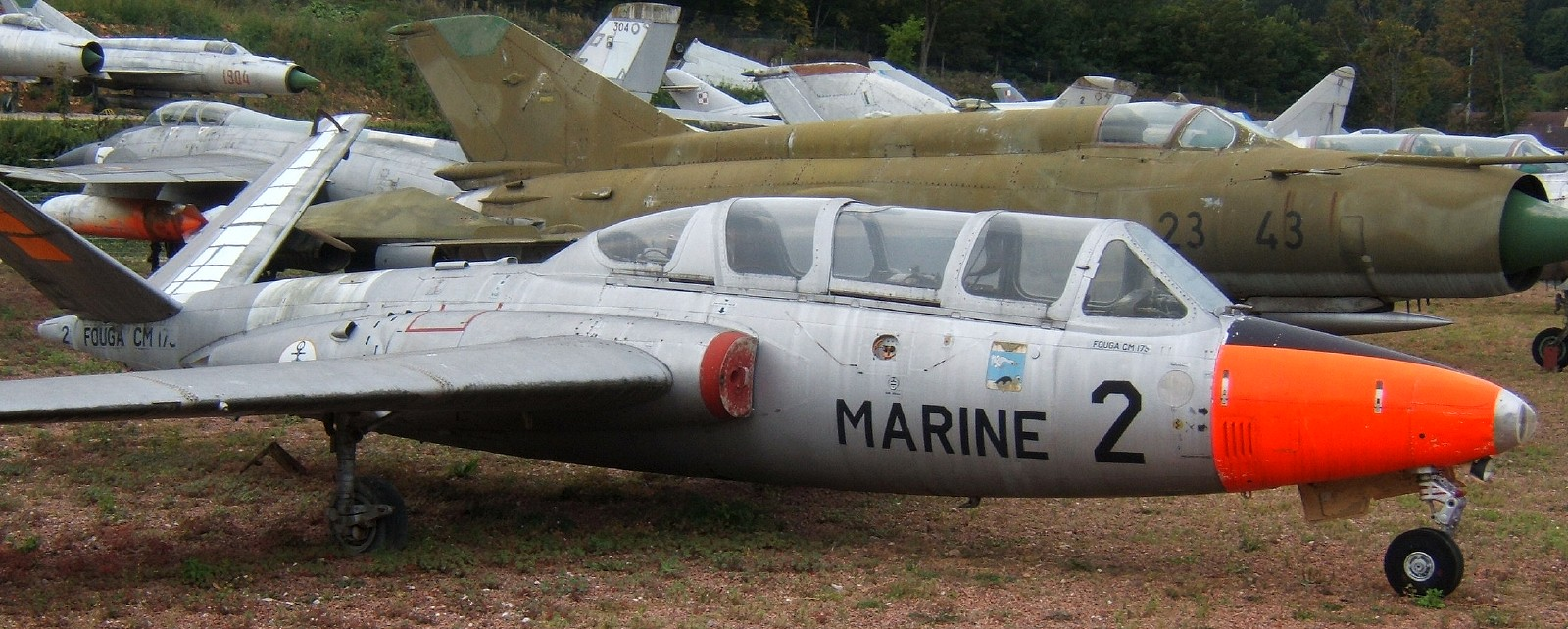
فوجا سي أم.175 زفير

س م.160
نسخة خفيفة الوزن مقترحة من س م.170R للتشغيل من العشب أو المدرجات المؤقتة.
س م.170 ماجستر
ثلاثة نماذج أولية وعشر طائرات ما قبل الإنتاج.
س م.170م ماجستر
نموذجان أوليان للطائرة الفرنسية أيرونافالي
س م.170ر
النسخة الإنتاجية الأولية من ماجستر.
س م.170-1 ماجستر
أول نسخة إنتاج بمحركات توربوميكا ماربوري الثاني بناء 761 منها بما في ذلك 188 في ألمانيا الغربية و62 في فنلندا و50 في إسرائيل.
سي أم.170-2 ماجستر
محركات ماربوري السادس المطورة بقوة 4.7 كيلو نيوتن (1055 آي بي أف) دفع كل منهما، 137 مبنية.
س م.171 ماكالو
هيكل طائرة موسع محركات توربوميكا جابيزو بقوة 10.8 حصان كيلو نيوتن (2,422 آي بي أف) قوة الدفع لكل منهما النموذج الأولي الوحيد الذي فقد في حادث وقع في 20 مارس 1957
س م.173 سوبر ماجستر/بوتيز 94
محركات ماربوري سوبر 6 بـ 5.1 كيلو نيوتن (1,143 آي بي أف) دفع كل منهما ومقاعد القذف، بناء نموذج أولي واحد.
سي مي.175 زفير
طائرة تدريب على متن سفينة أيرونافال مع هيكل سفلي معزز وملحقات مقلاع وخطاف إيقاف، بنيت 30 طائرة.
بوتيز سي أم.191
نسخة مكونة من 4 مقاعد من ماجستر بناء نموذجين أوليين.
جيش تسوكيت
أو أميت فوجا - نسخة سلاح الجو الإسرائيلي حدثت بمقصورة قيادة جديدة ومواد مركبة
فوجا 90/90أ
تطوير يعتمد على سي أم.170 بمحركات توربوميكا أستافان بسعة 7.6 كيلو نيوتن (1,715  عدلت قوة الدفع لكل منهما (أبف) وإعادة تصميم غطاء قمرة القيادة لتحسين الرؤية وتحديث إلكترونيات الطيران. بُني نموذج أولي واحد. كما زُوّد الإصدار المقترح 90أ بمحرك توربوميكا أستافان بقوة 790 كيلوواط إلا أن كلا الإصدارين لم يحظيا بطلبات شراء.
تي-24
تسمية القوات الجوية البرازيلية للطائرة س م.170-2.

## المشغلين
الجزائر
- القوات الجوية الجزائرية[30]

 النمسا
- القوات الجوية النمساوية[31]

 بنغلاديش
- القوات الجوية البنغلاديشية[32]

 بلجيكا
- المكون الجوي البلجيكي[33]

 البرازيل
- القوات الجوية البرازيلية[34]

 كمبوديا
- الخطوط الجوية الملكية الخميرية (أفرك)

 الكاميرون
- القوات الجوية الكاميرونية[35]

 السلفادور
- القوات الجوية للسلفادور[36]

 فنلندا
- القوات الجوية الفنلندية[37]

 فرنسا
- القوات الجوية الفرنسية[38]
- البحرية الفرنسية[38]

 الغابون
- الحرس الرئاسي[38]

 ألمانيا
- القوات الجوية الألمانية

 غواتيمالا
- القوات الجوية الغواتيمالية[39][40]

 أيرلندا
- سلاح الجو الأيرلندي[41]

 كاتانغا
- القوات الجوية الكاتانجية[42]

 لبنان
- القوات الجوية اللبنانية[43]

 ليبيا
- القوات الجوية العربية الليبية[43]

 المغرب
- القوات الجوية الملكية المغربية[44]

 رواندا
- القوات الجوية الرواندية[45]

 السنغال
- القوات الجوية السنغالية[46]

 أوغندا
- القوات الجوية الأوغندية[47]

## المواصفات (سي أم.170-1)

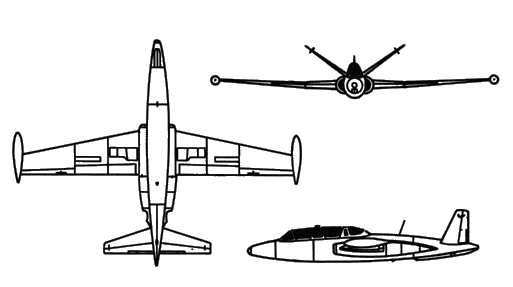
رسم فوجا ماجستر ثلاثي الأبعاد

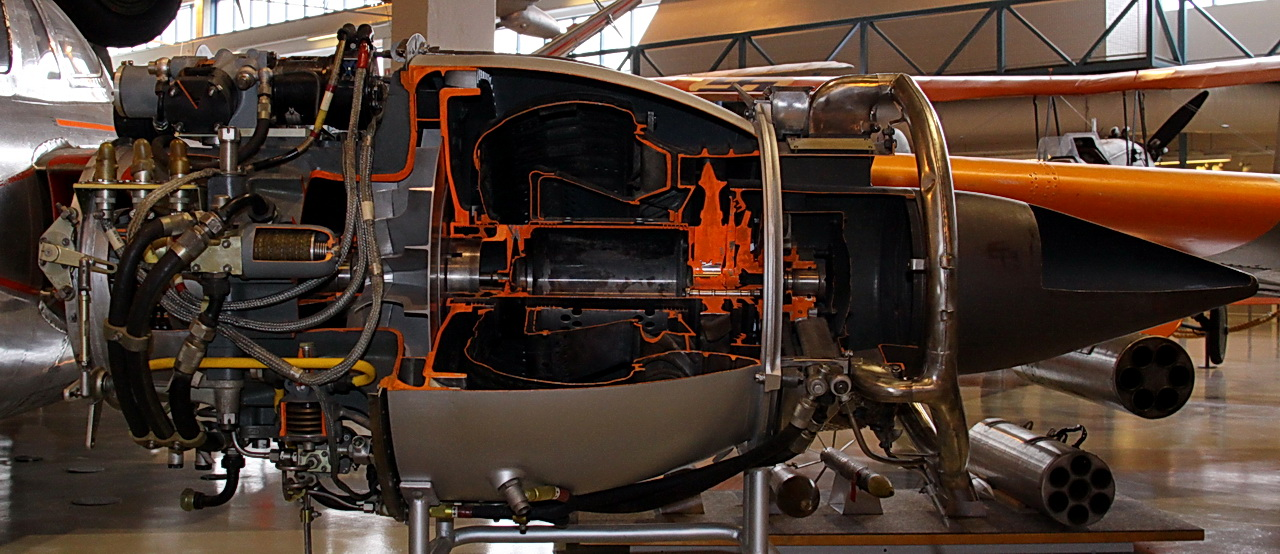
توربوميكا ماربوري II F 3

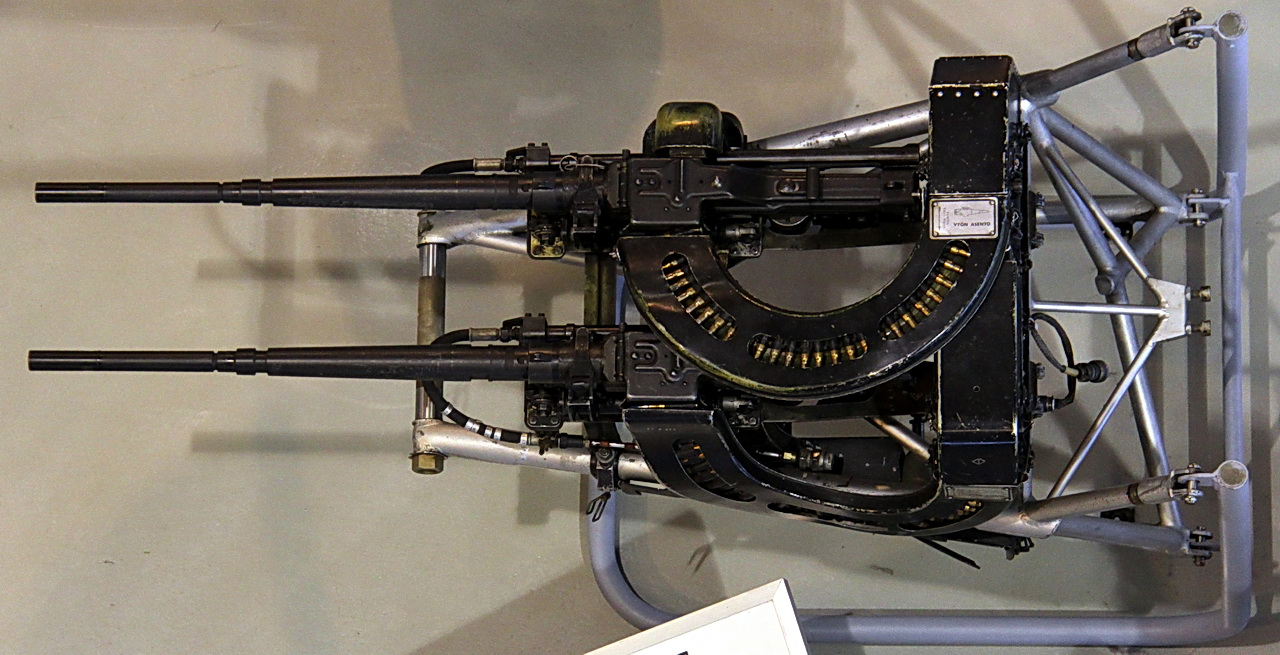

### الفهرس
- Aloni، Shlomo (يوليو–أغسطس 2001). "Trainers in Combat: Valour and Sacrifice in the Six Day War". Air Enthusiast. ع. 94. ص. 42–55. ISSN:0143-5450.
- Arys، Marc؛ van Heerthum، Serge (2007). Fouga Magister: Whistling Turtles in Belgian Skies. Eindhoven, the Netherlands: Flash Aviation. ISBN:978-90-71553-24-0.
- Bridgman، Leonard (1955). Jane's All the World's Aircraft 1955–56. London: Jane's all the World's Aircraft Publishing Co. Ltd.
- Downey، John (1991). "First Generation". Air Enthusiast. ع. 44. ص. 36–49. ISSN:0143-5450.
- Hatch، Paul (28 نوفمبر 1987). "World's Air Forces 1987". الطيران الدولي. ج. 130 رقم  4090. ص. 36–106. ISSN:0015-3710.
- Kopenhagen, W., ed. (1987). Das große Flugzeug-Typenbuch (بالألمانية). Stuttgart, Germany: Transpress. ISBN:3-344-00162-0.
- Langeard, Jean-Luc (Jul 1995). "Jean-Luc Langeard et le Fouga Magister" [Jean-Luc and the Fouga Magister]. Le Fana de l'Aviation (بالفرنسية) (308): 34–238. ISSN:0757-4169.
- Rawlings، John (24 يونيو 1971). "World's Air Forces". الطيران الدولي. ج. 99 رقم  3250. ص. 922–941. مؤرشف من الأصل في 2016-03-05.
- Smith، Maurice A. (2 أبريل 1954). "Fouga C.M.170 In The Air". Flight. ج. 65 رقم  2358. ص. 401–406.
- Taylor، John W. R. (1961). Jane's All the World's Aircraft 1961–62. London: Sampson Low, Marston & Company, Ltd.
- Taylor، John W. R. (1965). Jane's All The World's Aircraft 1965–66. London: Sampson Low & Marston Company, Ltd.
- Wheeler، Barry C. (29 أغسطس 1975). "World's Air Forces 1975". الطيران الدولي. ج. 108 رقم  3468. ص. 290–314. مؤرشف من الأصل في 2019-02-04.

## قراءة إضافية
- Cuny, Jean (1989). Les avions de combat français, 2: Chasse lourde, bombardement, assaut, exploration [French Combat Aircraft 2: Heavy Fighters, Bombers, Attack, Reconnaissance]. Docavia (بالفرنسية). Ed. Larivière. Vol. 30. OCLC:36836833.